# Привозна площа (Херсон)
Привозна площа (або «Привоз») — колишня площа в Корабельному районі міста Херсона. Була розташована між сучасними вулицями Шолом-Алейхема, Преображенською та Ратушною, на місці Святодухівського собору та загальноосвітньої школи № 14. Була великим центром місцевої торгівлі.

## Історія

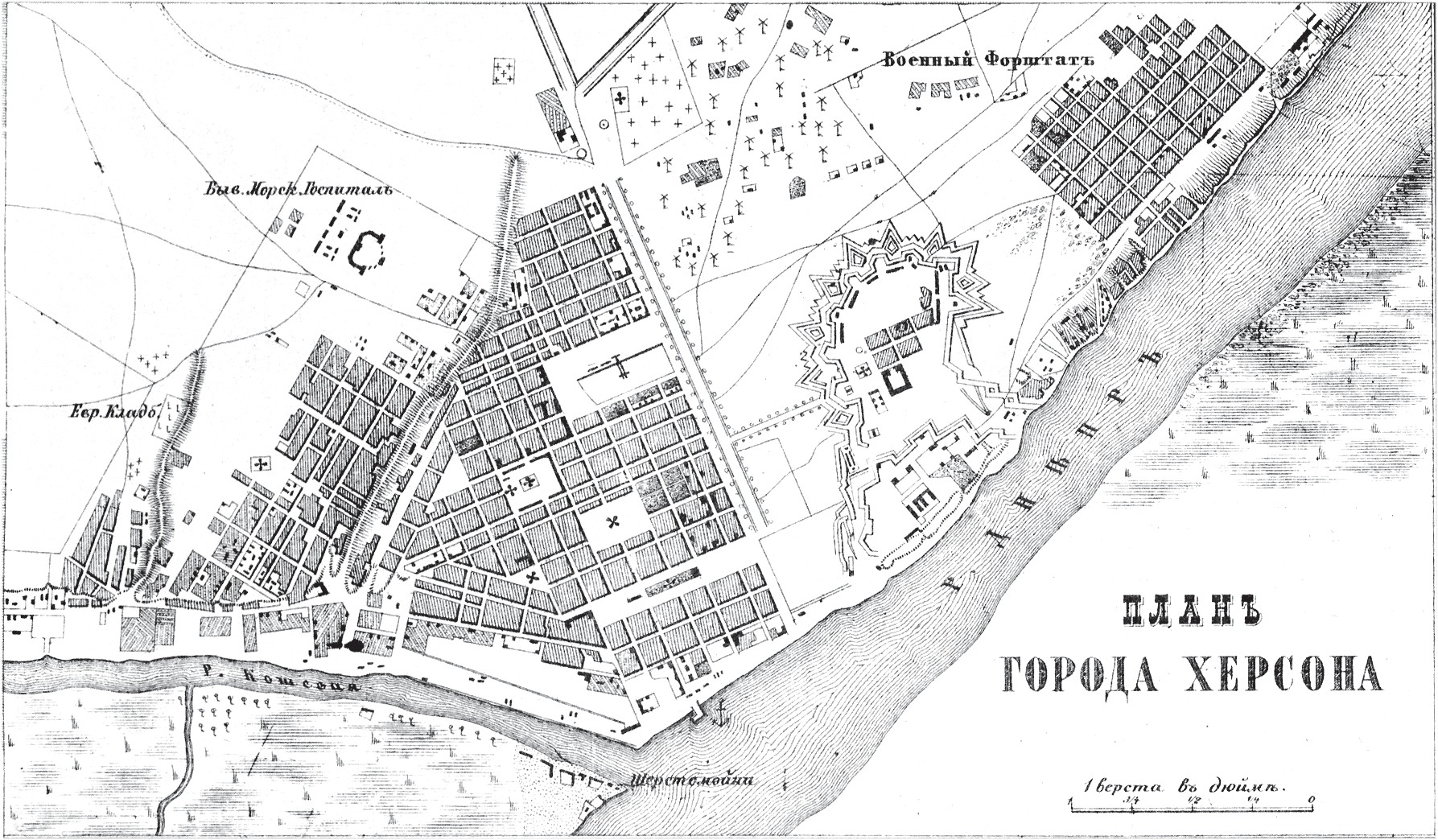
Привозна площа на плані м. Херсона 1876 р. (трохи далі від Канатної площі по центру)

Площа була заснована наприкінці XVIII століття. Пізніше була зроблена із площі ринок «Привоз», до якого селяни із сусідніх сіл привозили на продаж свою продукцію і заробляли гроші(звідки він і отримав назву). Особливістю цього базару було те, що на ньому не продавали рибу. Зате торгували скотом, голубами, різним живим товаром.
Ринок ліквідували в 1930 роки. Замість площі на його території побудували школу № 14 і дитячий садок. А навпроти церкви був сквер.